# Scarlet Dream
Scarlet Dream é uma coleção de contos de ficção científica da escritora norte-americana C. L. Moore com ilustrações de Alicia Austin. Foi publicado pela primeira vez em 1981 por Donald M. Grant, Publisher, Inc. em uma edição de 1.820 exemplares, dos quais 220 foram encadernados em buckram, encaixotados e assinados pela autor e pela ilustradora. As histórias trazem o personagem de Moore, Northwest Smith. Northwest Smith às vezes é comparado ao personagem de Han Solo de Star Wars, ambos são contrabandistas violentos, empunhando armas, com corações de ouro que viajam entre os planetas que são substitutos das culturas terrestres existentes. Todas as histórias, exceto a última, apareceram originalmente na revista pulp Weird Tales.

## Conteúdo
- "Shambleau"
- "Black Thirst"
- "The Tree of Life"
- "Scarlet Dream"
- "Dust of Gods"
- "Lost Paradise"
- "Julhi"
- "The Cold Gray God"
- "Yvala"
- "Song in a Minor Key"